# Робігалії

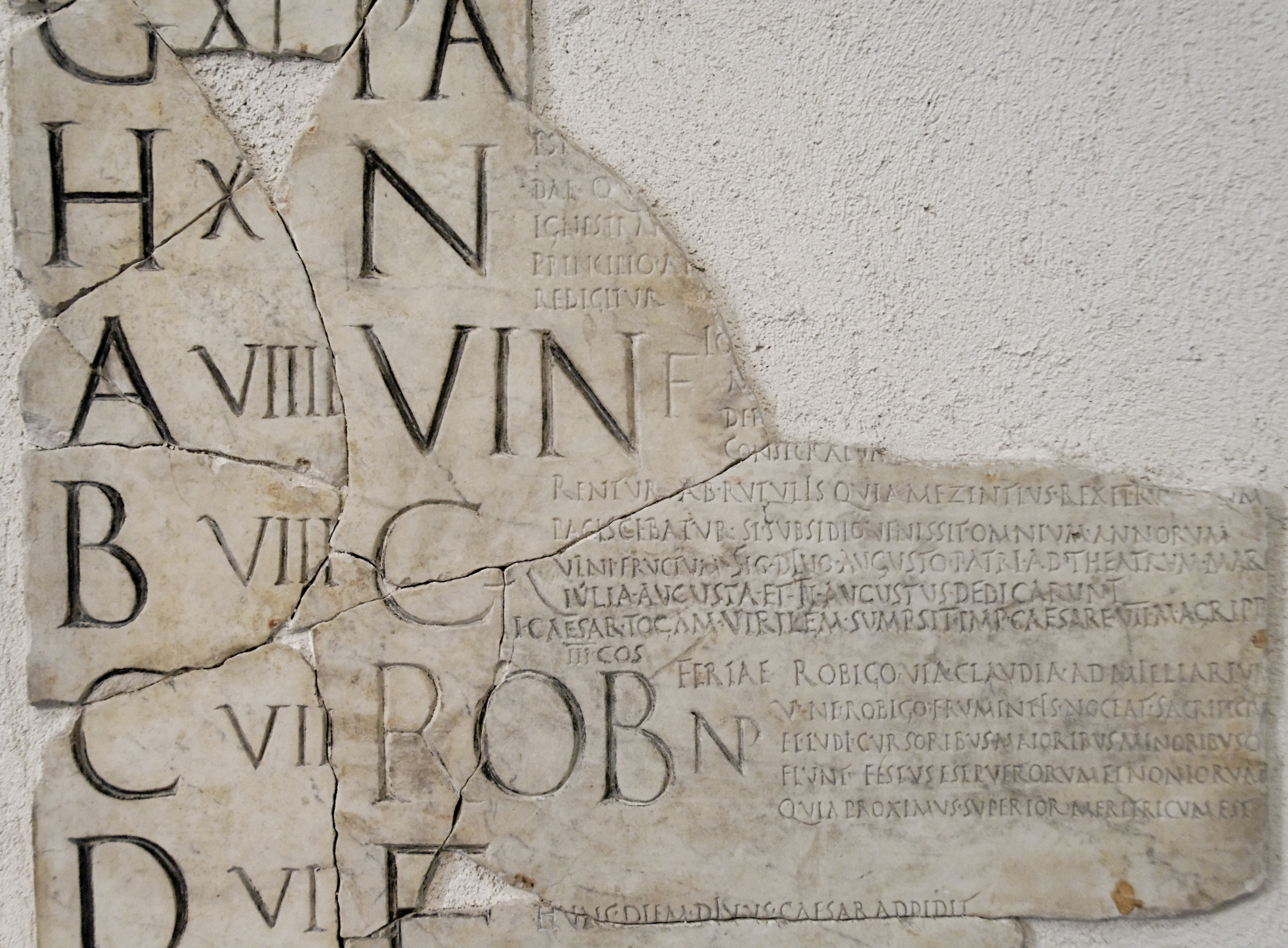
Робігалії, позначені як ROB у календарі Веррія Флакка

Робіга́лії (лат. Robigalia) — свято у Стародавньому Римі, що відзначалося на честь богів збіжжя Робіго та Робігуса та припадало на 25 квітня відповідно до римської традиції, встановленої Нумою Помпілієм. Робіго — римське божество, був відповідальним за захист від хвороби зерна — зернової іржі (Puccinia graminis), яка знищувала величезну кількість посівів. Під час робігалій народ у білому одязі вирушав до священного гаю, присвяченого цьому божеству. Тут фламін Квіріна (лат. Flamen Quirinalis) приносив Робігові в жертву ладан, вівцю або рудого собаку (втілення сонячного жару) з проханням захистити колосся. Потім влаштовувалися перегони на честь божеств. Це свято пов'язувалося з появою на небі Сіріуса.